# San Millán de los Caballeros
San Millán de los Caballeros település Spanyolországban, León tartományban. Lakosainak száma 191 fő (2024).

## Földrajza
San Millán de los Caballeros Villamañán, Valencia de Don Juan, Villademor de la Vega, Laguna de Negrillos és Pobladura de Pelayo García községekkel határos.

## Népesség
A település lakosságának változását az alábbi diagram mutatja:
| Lakosok száma | 196  | 179  | 201  | 188  | 188  | 185  | 176  | 167  | 176  | 191  |
|               | 2001 | 2004 | 2007 | 2009 | 2012 | 2014 | 2017 | 2019 | 2022 | 2024 |